# Reppel
Ne doit pas être confondu avec Repel.
Reppel est une section de la commune belge de Bocholt située en Région flamande dans la province de Limbourg. C'était une commune à part entière avant la fusion des communes de 1971.

## Évolution démographique
- Sources : INS, www.limburg.be et commune de Bocholt.